# Gás nobre

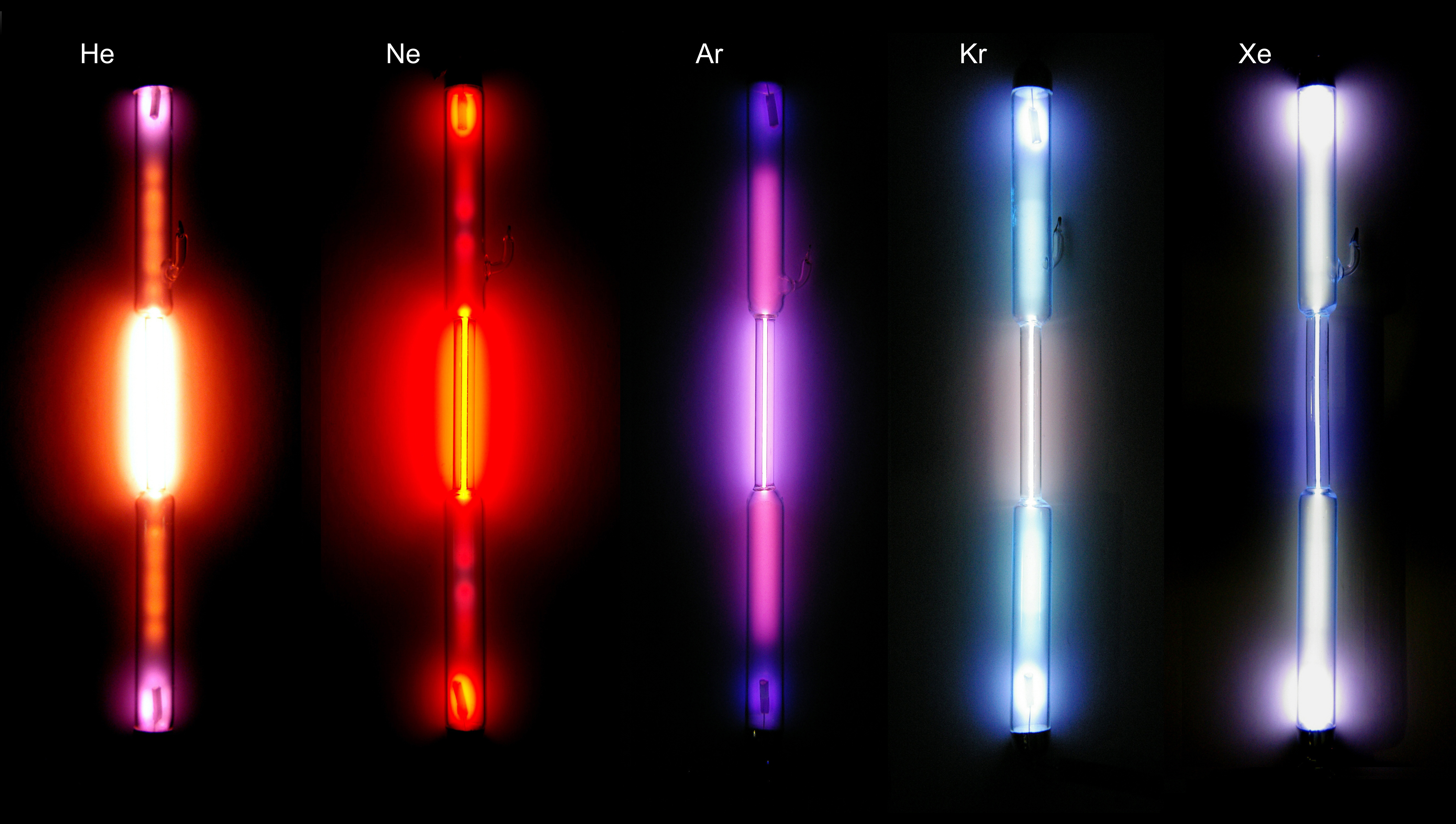
Gases nobres. Da esquerda para a direita: Hélio, Neônio, Argônio, Criptônio e Xenônio

Os gases nobres formam um grupo de elementos químicos com propriedades similares: Em condições normais de temperatura e pressão (CNTP), são todos gases inodoros, incolores, monoatômicos de baixa reatividade química. Os gases nobres que ocorrem naturalmente são o hélio (He), neônio (Ne), argônio (Ar), criptônio (Kr), xenônio (Xe), radônio (Rn) e artificialmente o oganésson (Og).
Para os seis primeiros períodos da tabela periódica, os gases nobres são exatamente os membros do grupo 18. É possível que, devido a efeitos relativísticos, o elemento fleróvio, do grupo 14, tenha propriedades similares aos dos gases nobres, em vez do grupo 18 do elemento oganésson. Os gases nobres são tipicamente não reativos, exceto quando sob condições particularmente extremas. A inércia dos gases nobres os torna muito úteis em aplicações onde reações não são desejadas. Por exemplo, o argônio é utilizado em lâmpadas de bulbo para prevenir a oxidação do filamento de tungstênio e o hélio é utilizado em cilindros de mergulho em grandes profundidades para evitar a toxidez do nitrogênio que se solubiliza em altas pressões.
As propriedades dos gases nobres podem ser bem explicadas pela teoria da estrutura atômica moderna: sua camada externa de valência é considerada completa tendo pouca tendência a participar em reações químicas, sendo possível preparar apenas umas poucas centenas de compostos de gases nobres. O ponto de fusão e ebulição para um determinado gás nobre é próximo diferindo menos de 10 °C, ou seja, eles são líquidos somente em uma pequena faixa de temperatura.
Neônio, argônio, criptônio e xenônio são obtidos a partir da separação do ar usando métodos de liquefação de gases e destilação fracionada. O hélio é obtido a partir de campos de gás natural que possuem altas concentrações de hélio, usando técnicas de separação criogênica de gases e o radônio normalmente é isolado a partir do decaimento radiativo de compostos dissolvidos de urânio, tório ou rádio (uma vez que estes compostos têm decaimento alfa, que é equivalente a um átomo de Hélio-4). Os gases nobres têm diversas aplicações industriais importantes tais como na iluminação, soldagem e exploração espacial. Uma mistura oxigênio-hélio é, às vezes, utilizada por mergulhadores em profundidades superiores a 55 m a fim de evitar que o efeito Paul Bert, um efeito letal do oxigênio em altas pressões, e a narcose por nitrogênio, um efeito que o gás possui além do limiar de sua pressão parcial. Após os riscos causados pela inflamabilidade do hidrogênio terem se tornado evidentes, este foi substituído pelo hélio em dirigíveis e balões.

## História
Gás nobre é uma tradução da língua alemã do substantivo Edelgas utilizado por Hugo Erdmann em 1898 para indicar um nível de reatividade química extremamente baixa. O nome faz uma analogia ao termo "metais nobres", que também possuem baixa reatividade. Os gases nobres também são referidos como gases inertes mas este rótulo está depreciado uma vez que já são conhecidos compostos de gases nobres. Gases raros é outro termo que foi empregado, mas não é preciso uma vez que o argônio é encontrado em quantidade considerável (0,94% por volume e 1,3% por massa) na atmosfera terrestre.

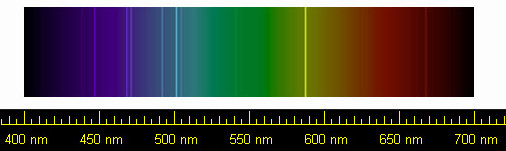
O hélio foi inicialmente detectado no Sol devido a sua linha espectral característica.

Pierre Janssen e Joseph Norman Lockyer descobriram um novo elemento em 18 de agosto de 1868 enquanto examinavam a cromosfera do Sol, e nomearam o elemento hélio, palavra grega para o Sol, ήλιος (ílios ou helios). Nenhuma análise química foi possível na época, porém posteriormente constatou-se que o hélio era um gás nobre. Antes deste, em 1784, o químico inglês Henry Cavendish havia descoberto que o ar continha uma pequena porção de uma substância menos reativa que o nitrogênio. Um século depois em 1895, Lord Rayleigh descobriu que amostras de nitrogênio do ar possuíam uma densidade diferente do nitrogênio resultante de reações químicas. Junto com o cientista escocês William Ramsay, Lord Rayleigh teorizou que o nitrogênio extraído do ar era uma mistura de outro gás e realizou um experimento que isolou o novo elemento com sucesso: o argônio, da palavra grega αργός (argós, "inativo"). Com esta descoberta, eles descobriram uma nova classe inteira de gases que estavam faltando na tabela periódica. Durante a procura pelo argônio, Ramsay também conseguiu isolar o hélio pela primeira vez a partir do aquecimento da cleveíta, um mineral. Em 1902, tendo aceitado a evidência para os novos elementos hélio e argônio, Dmitri Mendeleev incluiu estes gases como um grupo 0 em seu arranjo de elementos, que posteriormente iria se tornar a tabela periódica.
Ramsay continuou a procura por gases utilizando o método de destilação fracionada para separar ar liquefeito em vários componentes. Em 1898, descobriu os elementos criptônio, neônio e Xenônio que foram nomeados a partir das palavras gregas κρυπτός (kryptós, "oculto"), νέος (néos, "novo"), e ξένος (xénos, "estranho"), respectivamente. O radônio foi identificado inicialmente por Friedrich Ernst Dorn em 1898, e foi nomeado emanação do rádio mas não foi considerado um gás nobre até 1904 quando suas características foram descobertas como sendo similares aos de outros gases nobres. Rayleigh e Ramsay receberam o Prêmio Nobel em física e química, respectivamente, por suas descobertas dos gases nobres; e nas palavras de J. E. Cederblom, então presidente da Academia Real das Ciências da Suécia, "a descoberta de um novo grupo de elementos inteiro, do qual nenhum outro elemento havia sido descoberto com alguma incerteza, é uma coisa absolutamente única na história da química, sendo intrinsecamente um avanço na ciência de significância peculiar".
A descoberta dos gases nobres ajudou no desenvolvimento do entendimento geral da estrutura atômica. Em 1895 o químico francês Henri Moissan tentou reagir o flúor, o elemento mais eletronegativo, e o argônio, um dos gases nobres, mas não foi bem sucedido. Os cientistas não eram capazes de preparar compostos com argônio até o final do século XX, mas tais tentativas ajudaram o desenvolvimento da estrutura atômica. O aprendizado destes experimentos ajudou Niels Bohr a propor em 1913 que os elétrons nos átomos são arranjados em camadas eletrônicas que circulam o núcleo atômico, e que para todos os gases nobres exceto o Hélio a camada mais exterior possuía oito elétrons. Em 1916 Gilbert N. Lewis postulou a regra do octeto que postula que um octeto de oito elétrons na última camada era o arranjo mais estável para qualquer átomo; este arranjo causava a não reatividade destes com outros elementos uma vez que estes não requeriam mais elétrons para completar suas camadas externas.
Em 1962, Neil Bartlett descobriu o primeiro composto químico de um gás nobre, o hexaflourplatinato de xenônio. Posteriormente, compostos de outros gases nobres foram descobertos: difluoreto de radônio ainda em 1962 e o difluoreto de criptônio em 1962 (
KrF2). O primeiro composto estável do argônio foi relatado em 2000 quando o fluoridreto de argônio ({\displaystyle HArF}) foi formado a temperatura de 40 K.
Em dezembro de 1998, cientistas do Joint Institute for Nuclear Research em Dubna, Rússia bombardearam plutônio (Pu) com cálcio (Ca) para produzir um único átomo do elemento 114, o fleróvio (Fl). Experimentos preliminares de química indicaram que este elemento poderia ser o primeiro elemento superpesado a demonstrar propriedades similares a um gás nobre de modo anormal, embora fosse do grupo 14 da tabela periódica. Em outubro de 2002, cientistas do mesmo instituto junto com o Lawrence Livermore National Laboratory criaram com sucesso o ununóctio (Uuo), o sétimo elemento do grupo 18, pelo bombardeamento do califórnio (Cf) com cálcio (Ca).

## Ocorrência e obtenção
O hélio é o elemento mais comum no universo após o hidrogênio, com um percentual em massa de aproximadamente 24%. A maior parte do hélio no universo foi formada durante a nucleossíntese primordial, mas a quantidade do elemento está aumentando constantemente devido à fusão nuclear do hidrogênio na nucleossíntese estelar e, numa quantidade menor, no decaimento alfa de elementos pesados. A ocorrência na Terra segue um padrão diferente no qual o hélio é somente o terceiro gás nobre mais abundante na atmosfera. A razão é que devido à sua baixa massa atômica, não há hélio primordial retido pelo campo gravitacional terrestre. As fontes de hélio na Terra provêm do decaimento alfa de elementos pesados tais como o urânio e tório encontrados na crosta terrestre e que tendem a se acumular em campos de gás natural. A abundância do argônio, por outro lado, é aumentada devido ao decaimento beta do potássio-40, também encontrado na crosta terrestre, que forma o 40 argônio que é o isótopo mais abundante na atmosfera embora seja relativamente raro no Sistema Solar. Este processo é a base para a datação potássio-argônio. O xenônio possui uma abundância inesperadamente baixa na atmosfera, o que tem sido denominado "problema do xenônio desaparecido" do qual uma teoria é de que o xenônio desaparecido está preso em minerais no interior da crosta terrestre em clatratos ou sedimentos de rocha. Após a descoberta do dióxido de xenônio, uma pesquisa demonstrou que o xenônio pode substituir o silício no quartzo. O radônio é formado na litosfera a partir do decaimento alfa do rádio e pode se acumular em prédios através de fendas na fundação e áreas não ventiladas. Devido à sua alta radioatividade, representa um risco significativo à saúde.
Para uso em escala industrial, o hélio pode ser extraído, através da destilação fracionada, do gás natural, que pode conter até 7% de hélio. O neônio, argônio, criptônio e xenônio são obtidos a partir do ar utilizando métodos de liquefação de gases, para convertê-los ao estado líquido, e destilação fracionada para separar as frações da mistura. O radônio é isolado a partir do decaimento radioativo de compostos de rádio.
| Ocorrência                                      | Hélio    | Neônio   | Argônio  | Criptônio    | Xenônio      | Radônio           |
| ----------------------------------------------- | -------- | -------- | -------- | ------------ | ------------ | ----------------- |
| Sistema Solar (para cada átomo de silício)      | 2 343    | 2,148    | 0,1025   | 5,515 × 10−5 | 5,391 × 10−6 | –                 |
| Atmosfera terrestre (fração volumétrica em ppm) | 5,20     | 18,20    | 9 340,00 | 1,10         | 0,09         | (0,06–18) × 10−19 |
| Rocha ígnea (fração mássica em ppm)             | 3 × 10−3 | 7 × 10−5 | 4 × 10−2 | –            | –            | 1.7 × 10−10       |

## Propriedades atômicas e físicas
Os gases nobres possuem uma força interatômica fraca, e consequentemente um ponto de fusão e ponto de ebulição muito baixos. Todos são gases monoatômicos nas condições normais de temperatura e pressão (CNTP), incluindo os elementos com números atômicos maiores que muitos elementos normalmente sólidos. O hélio possui várias propriedades únicas quando comparado a outros elementos: os pontos de fusão e vaporização são os menores entre qualquer outra substância conhecida; é o único elemento conhecido a demonstrar a superfluidez; é o único elemento que não pode ser solidificado somente pelo resfriamento em condição padrões - uma pressão atmosférica de 25 Atm precisa ser aplicada na temperatura de 0,95K para convertê-lo ao estado sólido. Os gases nobres maiores que o Xenônio possuem múltiplos isótopos estáveis. O radônio não possui isótopos estáveis e o de maior duração, o 222Rn, tem um tempo de meia-vida de 3,8 dias e decai para formar o hélio e o polônio que posteriormente decai até levar ao chumbo.

Este é um gráfico do potencial de ionização versus número atômico. Os gases nobres, que estão rotulados, tem a maior energia de ionização dentro de cada período.

Os gases nobres, assim como os átomos da maioria dos grupos, tem o raio atômico levemente aumentado a cada período da tabela periódica devido ao número crescente de elétrons. O tamanho do átomo está relacionado a várias propriedades. Por exemplo, o potencial de ionização diminui com o aumento do raio porque os elétrons de valência estão mais afastados do núcleo atômico e portanto não estão firmemente presos ao átomo. Os gases nobres possuem o maior potencial de ionização dentro de seu respectivo período, o que reflete a estabilidade de sua configuração eletrônica e está relacionada à sua falta de reatividade química. Todavia, gases nobres mais pesados possuem potencial de ionização menor o suficiente para serem comparados a outros elementos ou moléculas. Esta percepção de que o xenônio tem um potencial de ionização similar à molécula de oxigênio que levou a Bartlett tentar oxidar o Xenônio usando hexafluoreto de platina, um agente oxidante conhecido por ser forte o suficiente para reagir com o oxigênio. Os gases nobres não aceitam elétrons na forma estável para formar ânions, isto é, eles tem uma afinidade eletrônica negativa.
As propriedades físicas macroscópicas dos gases nobres são governadas pelas forças de Van der Waals entre os átomos. A força atrativa aumenta com o tamanho do átomo como resultado do aumento da polarizabilidade e decréscimo do potencial de ionização. Isto resulta numa tendência sistemática no grupo: conforme descendo no grupo 18, o raio atômico e as forças interatômicas aumentam e, como resultado, aumentam o ponto de fusão, vaporização, entalpia de vaporização e solubilidade. O aumento da densidade é devido ao aumento da massa atômica.
Os gases nobres são quase gases ideais sob condições normais, mas seus desvios em relação à lei dos gases ideais forneceram importantes sinais para o estudo das interações intermoleculares. O potencial de Lennard-Jones, algumas vezes utilizado como modelo para interações intermoleculares, foi deduzido em 1924 por John Lennard-Jones a partir de dados experimentais do Argônio após o desenvolvimento da mecânica quântica forneceram as ferramentas para o entendimento das forças intermoleculares da noção primitiva.
| Propriedade                           | Hélio  | Neônio | Argônio | Criptônio | Xenônio | Radônio |
| ------------------------------------- | ------ | ------ | ------- | --------- | ------- | ------- |
| Densidade (g/dm³)                     | 0,1786 | 0,9002 | 1,7818  | 3,708     | 5,851   | 9,97    |
| Ponto de ebulição (K)                 | 4,4    | 27,3   | 87,4    | 121,5     | 166,6   | 211,5   |
| Ponto de fusão (K)                    | 0,95   | 24,7   | 83,6    | 115,8     | 161,7   | 202,2   |
| Entalpia de vaporização (kJ/mol)      | 0,08   | 1,74   | 6,52    | 9,05      | 12,65   | 18,1    |
| Solubilidade em água a 20 °C (cm3/kg) | 8,61   | 10,5   | 33,6    | 59,4      | 108,1   | 230     |
| Número atômico                        | 2      | 10     | 18      | 36        | 54      | 86      |
| Raio atômico (calculado) (pm)         | 31     | 38     | 71      | 88        | 108     | 120     |
| Energia de ionização (kJ/mol)         | 2 372  | 2 080  | 1 520   | 1 351     | 1 170   | 1 037   |
| Eletronegatividade                    | 4,16   | 4,79   | 3,24    | 2,97      | 2,58    | 2,60    |

## Propriedades químicas

Gases nobres como o neônio possuem a camada de valência completa com oito elétrons, exceto pelo hélio que possui dois elétrons.

Gases nobres são incolores, inodoros, insípidos e não inflamáveis em condições padrões. Eram rotulados como o grupo 0 da tabela periódica porque se acreditava que tinham a valência de zero, o que significa que seus átomos não podem se combinar com de outros elementos para formar compostos. Todavia, este termo caiu em desuso após ser descoberto que os gases nobres podem formar compostos. Os gases nobres possuem a camada de valência completa, que normalmente é a camada que participa em ligações químicas. Consequentemente, são extremamente estáveis e não tendem a formar ligações químicas seja ganhando ou perdendo elétrons.

### Notação com gases nobres
Como resultado da camada externa completa, os gases nobres podem ser utilizados em conjunto com a notação de configuração eletrônica para formar a notação de gás nobre. Nesta notação, o gás nobre mais próximo que precede o elemento em questão é usado para abreviar parte da notação eletrônica completa do elemento. Por exemplo, a notação eletrônica do magnésio é {\displaystyle 1s^{2}2s^{2}2p^{6}3s^{2}} e a notação de gás nobre é {\displaystyle [Ne]3s^{2}}. Esta notação facilita a identificação dos elementos e abrevia a escrita da notação completa dos orbitais atômicos.

## Compostos

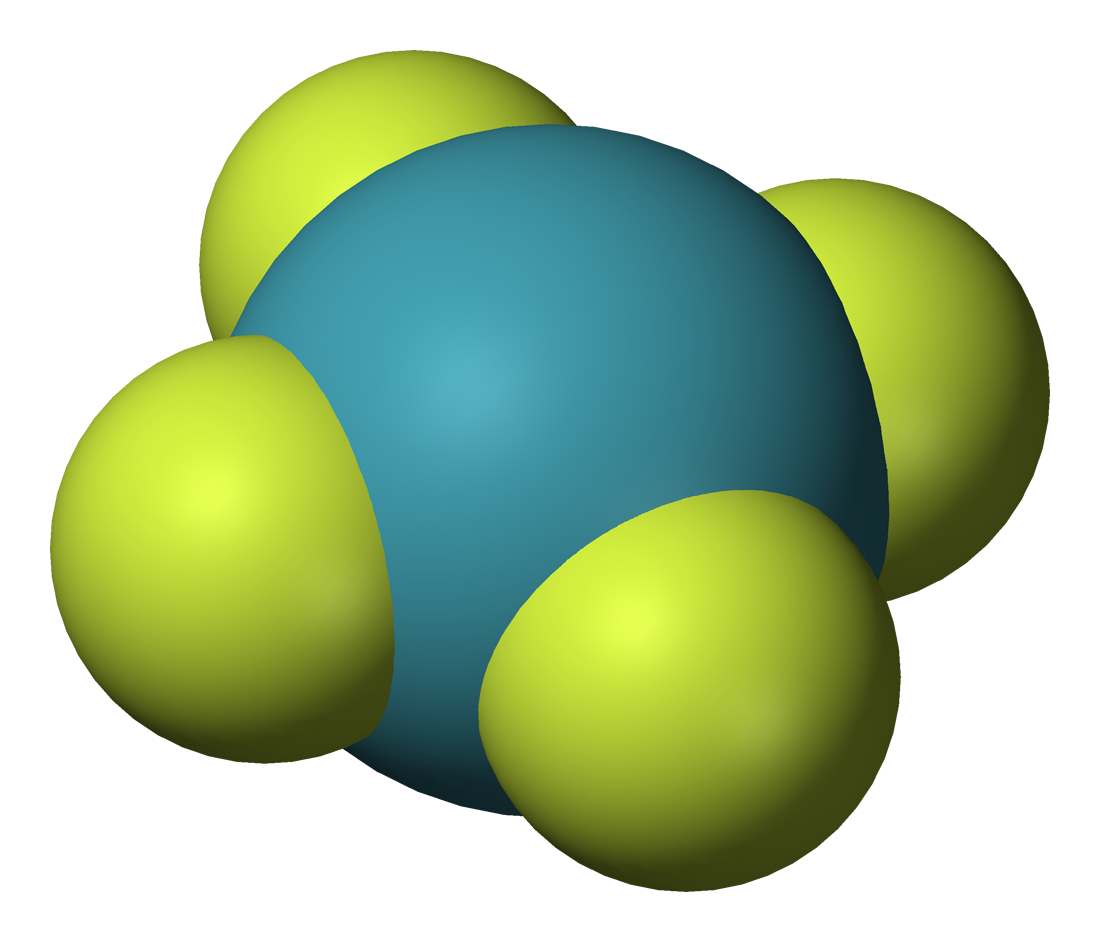
Estrutura do XeF_{4}, um dos primeiros compostos de gás nobre a ser descoberto

Os gases nobres possuem uma reatividade química extremamente baixa e consequentemente, pouco mais de uma centena de compostos de gases nobres foi criada. O xenônio, criptônio e o argônio demonstram pouca reatividade e possuem compostos. A reatividade segue a ordem {\displaystyle Ne<He<Ar<Kr<Xe<Rn}.
Em 1933, Linus Pauling previu que os gases nobres mais pesados poderiam formar compostos com o flúor e o oxigênio. Ele previu a existência do hexafluoreto de criptônio (
KrF6) e do hexafluoreto de xenônio (
XeF6), especulou a existência do (
XeF8) como um composto instável e sugeriu que o ácido xenônico poderia formar sais de perxenonato. Foi demonstrado que estas previsões são geralmente precisas, exceto para o (
XeF8) o qual acredita-se ser termodinamicamente e cineticamente instável.
Os compostos de xenônio são os mais comuns entre os gases nobres o qual já se evidenciou a formação. A maioria destes possui um estado de oxidação de {\displaystyle +2,~+4,~+6~ou~+8} ligados a um átomo extremamente eletronegativo tal como o flúor ou oxigênio, formando o difluoreto de xenônio (
XeF2), tetrafluoreto de xenônio (
XeF4), hexafluoreto de xenônio (
XeF6), tetróxido de xenônio (
XeO4) e o perxanato de sódio (
Na4XeO6). O xenônio reage com o flúor para formar diversos fluoretos de acordo com as seguintes equações:
{\displaystyle Xe+F_{2}\rightarrow XeF_{2}}
{\displaystyle Xe+2F_{2}\rightarrow XeF_{4}}
{\displaystyle Xe+3F_{2}\rightarrow XeF_{6}}
Alguns destes compostos tem utilidade na síntese química como agente oxidante. (
XeF2), em particular, está comercialmente disponível e pode ser usado como um agente fluorante. Até 2007, aproximadamente quinhentos compostos de xenônio ligados a outros elementos foram identificados, incluindo compostos orgânicos e átomos de xenônio ligados ao nitrogênio, cloro, ouro, mercúrio e o próprio xenônio. Compostos de xenônio ligados ao boro, hidrogênio, bromo, iodo, berílio, enxofre, titânio, cobre e prata também têm sido observados porém somente em baixas temperaturas em matrizes de isolamento.
Teoricamente, o radônio é mais reativo que o xenônio e portanto deveria formar ligações químicas mais facilmente. Todavia, devido a sua alta radioatividade e tempo de meia-vida curto dos isótopos de radônio, somente alguns poucos fluoretos e óxidos de radônio já foram formados na prática.
O criptônio é menos reativo que o xenônio porém possui diversos compostos relatados com o estado de oxidação {\displaystyle +2}. O difluoreto de criptônio é o mais facilmente caracterizado, e é criado de acordo com a seguinte equação sob condições extremas:
{\displaystyle Kr+F_{2}\rightarrow KrF_{2}}
Compostos em que o criptônio forma uma ligação simples com nitrogênio e oxigênio também têm sido caracterizados, mas são estáveis somente a temperaturas inferiores a 60ºC e 90ºC, respectivamente. Os átomos de criptônio se ligam a outros não metais (hidrogênio, cloro, carbono) assim como alguns metais de transição (cobre, prata, ouro) que têm sido observados, porém somente a baixas temperaturas em matrizes de isolamento. Condições similares foram utilizadas para obter o primeiro composto de argônio em 2000, tais como o fluoridreto de argônio ({\displaystyle HArF}) e alguns compostos de metais de transição como cobre, prata e ouro. Até 2007, nenhuma molécula estável envolvendo o hélio e o neônio havia sido relatada.
Os gases nobres - incluindo o hélio - podem formar um íon molecular estável na fase gasosa. O mais simples é o íon de hidreto de hélio, {\displaystyle HeH^{+}}, descoberto em 1925. Por ser formado pelos dois elementos mais abundantes no universo, hidrogênio e hélio, acredita-se que ocorra naturalmente no meio interestelar, embora não tenha sido detectado ainda. Além de íons, são conhecidos muito excímeros neutros de gases nobres. Estes são compostos tais como o {\displaystyle ArF} e {\displaystyle KrF} que são estáveis somente quando no estado eletrônico excitado.
Além dos compostos em que os gases nobres estão envolvidos em uma ligação covalente, estes também formam ligações não covalentes em compostos. Os clatratos, descritos inicialmente em 1949, consistem de um gás nobre aprisionado dentro das cavidades da estrutura cristalina de certas substâncias orgânicas e inorgânicas. A condição essencial para a formação destes é de que o átomo "convidado" (gás nobre) precisa ter o tamanho apropriado para encaixar nas cavidades da estrutura cristalina "anfitriã". Por exemplo, argônio, criptônio e xenônio formam clatratos com a hidroquinona mas o hélio e o neônio não porque são muito pequenos ou insuficientemente polarizáveis para serem retidos. Neônio, Argônio, criptônio e xenônio também foram hidratos de claratos no qual o gás nobre fica preso no gelo.

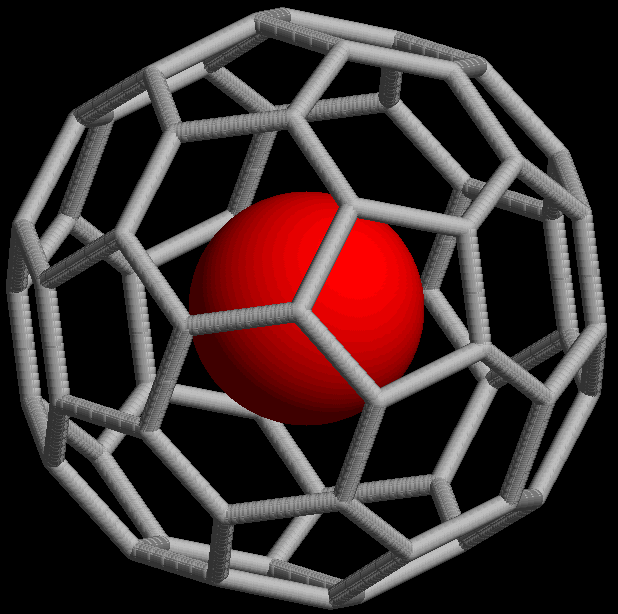
Um composto de fulereno endohedral contendo um átomo de gás nobre

Gases nobres podem formar compostos de fulerenos endohedrais, em que o átomo de gás nobre é aprisionado no interior da molécula de fulereno. Em 1993, foi descoberto que quando o 
C60, uma molécula esférica consistindo de 60 átomos de carbono, é exposto a um gás nobre sob alta pressão, um complexo tal como o 
He@C60 pode ser formado (a notação @ indica que o HE está contido no interior do 
C60 mas não covalentemente ligado a ele). Até 2008, haviam sido obtidos complexos endohedrais com hélio, neônio, argônio, criptônio e xenônio. Estes compostos têm sido utilizados no estudo da estrutura e reatividade de fulerenos por meio da ressonância magnética nuclear do átomo de gás nobre.

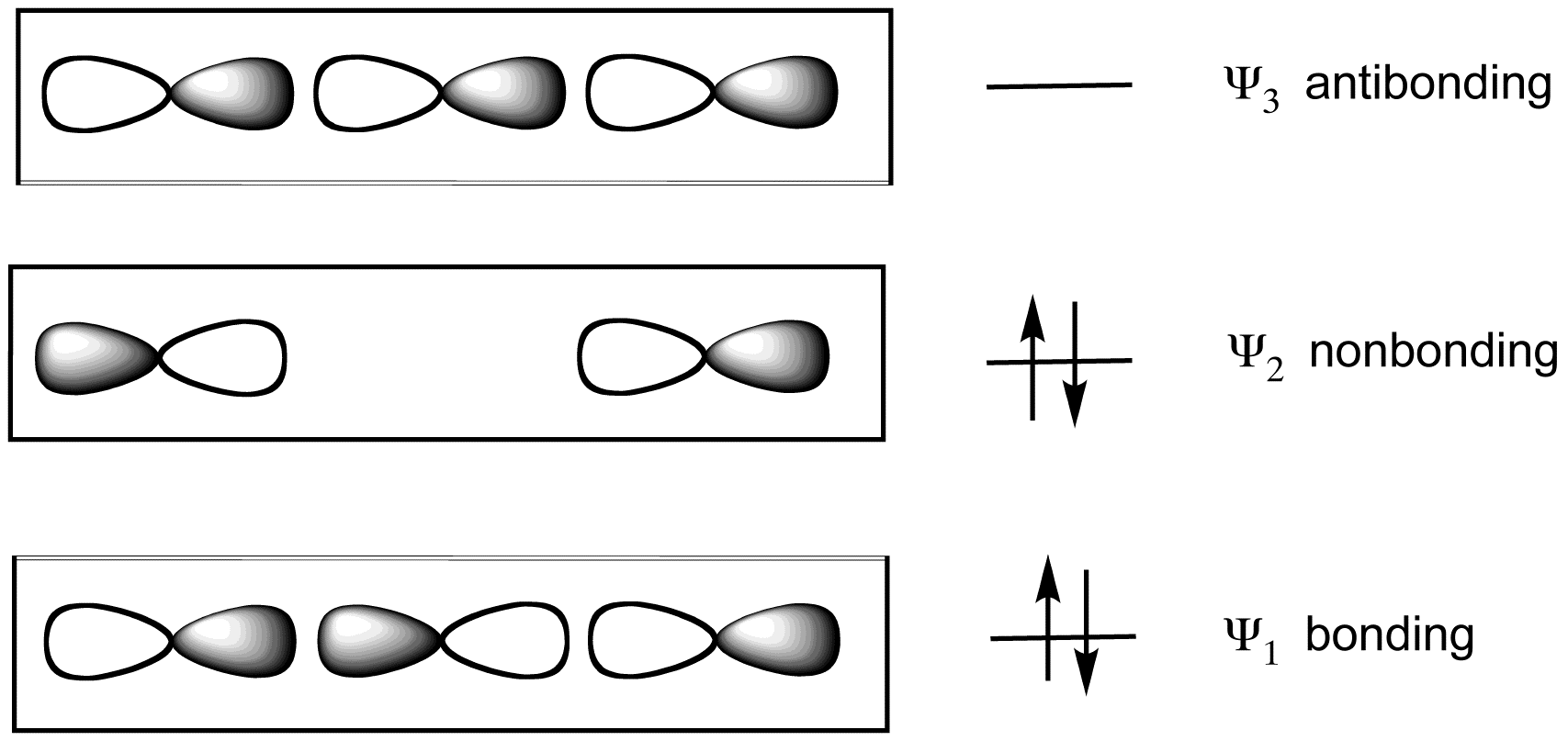
Ligações no de acordo com o modelo de Ligação de três centros quatro elétrons.

Gases nobres tais como o difluoreto de xenônio são considerados hipervalentes porque violam a regra do octeto. As ligações em tais compostos podem ser explicadas utilizando o modelo de Ligação de três centros quatro elétrons. Este modelo, proposto inicialmente em 1951, considera a ligação de três átomos colineares. Por exemplo, a ligação no 
XeF2 é descrita como um conjunto de três orbitais moleculares (OMs) derivados dos orbitais-p de cada átomo. As ligações resultantes da combinação de um orbital p preenchido do {\displaystyle Xe} com orbital p semipreenchido de cada átomo de {\displaystyle F}, resulta em um orbital de ligação preenchido, um orbital não ligante preenchido e um orbital antiligante. O orbital molecular ocupado mais alto está localizado nos dois átomos terminais. Isto representa a localização da carga que é facilitada pela alta eletronegatividade do flúor.

## Aplicação

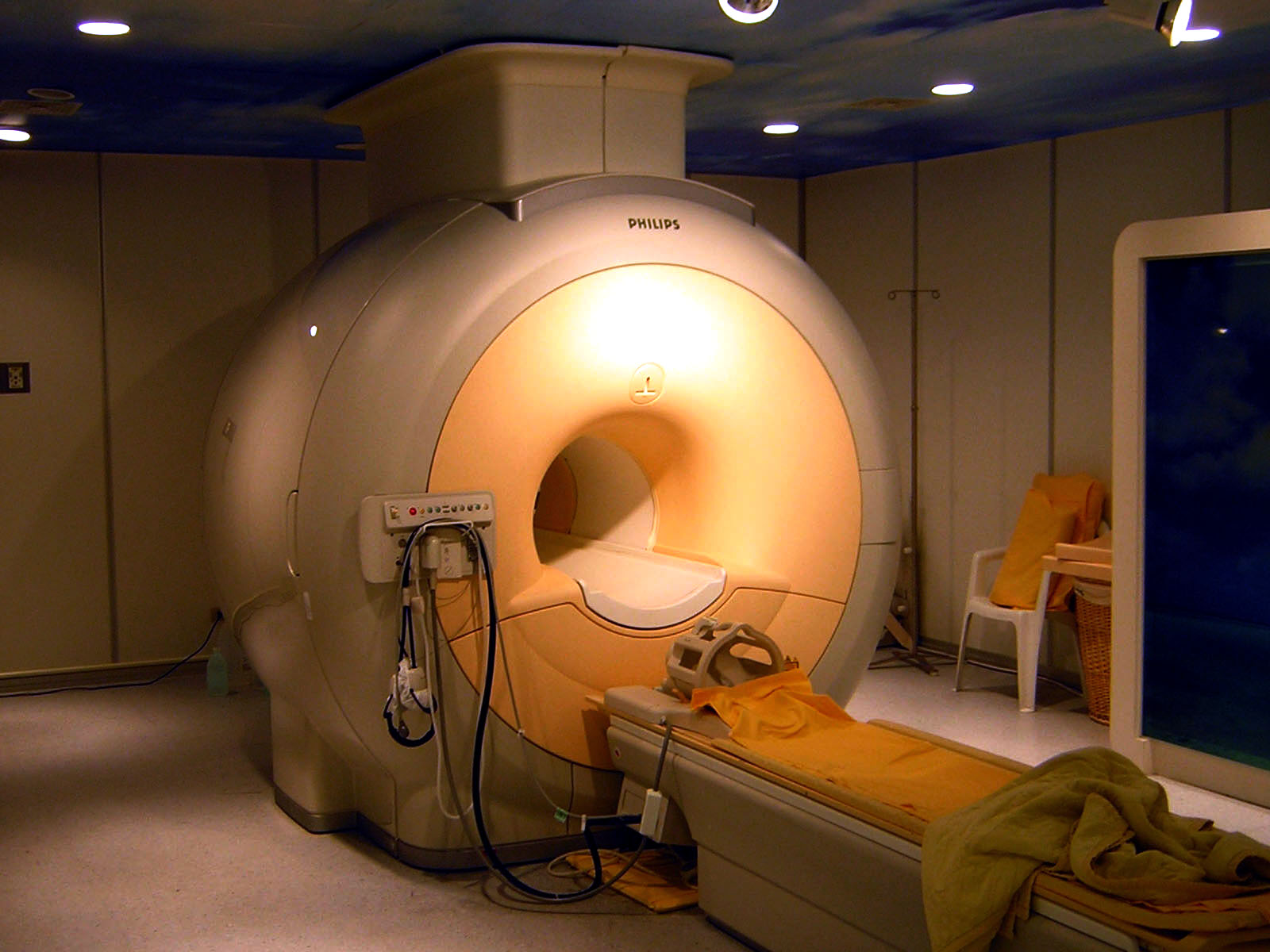
Hélio líquido é usado para refrigerar os magnetos supercondutores em modernos scanners MRI

Os gases nobres têm pontos de ebulição e de fusão muito baixos, o que os tornam úteis aos processos criogênicos como os refrigerantes. Em particular, o hélio líquido, que ferve a 4,2 K, é usado para ímã supercondutores, tais como aqueles necessários em ressonância magnética nuclear e Imagem por ressonância magnética. Neônio líquido, embora não alcance uma temperatura tão baixa quanto o hélio líquido, também é utilizado em processos criogênicos devido a sua capacidade refrigerante 40 vezes maior que o hélio líquido e três vezes maior que o hidrogênio líquido.
O hélio é utilizado como um componente do gás respirável em substituição ao nitrogênio, devido a sua baixa solubilidade especialmente em lipídios. Gases são absorvidos pelo sangue e tecido corporal quando sob pressão, por exemplo durante o mergulho em grande profundidade, que causa um efeito anestésico conhecido como narcose por nitrogênio. Devido a sua solubilidade reduzida, pouco hélio é absorvido pelas membranas celulares e quando o hélio é utilizado para substituir parte das misturas respiráveis, tais como o trimix e o heliox, é obtido um decréscimo do efeito narcótico no gás. O hélio também oferece vantagem na redução da condição conhecida como mal de descompressão. A quantidade de gás dissolvido que foi reduzida significa menos bolhas de gás durante a redução da pressão na ascensão. O argônio é considerado a melhor opção para uso como gás de inflação de roupas de mergulho. O hélio também é utilizado como gás de preenchimento de varetas de combustível de reatores nucleares.

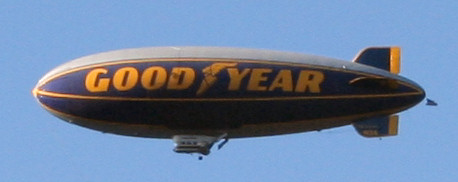
Dirigível Goodyear

Desde o desastre de Hindenburgo em 1937, o hélio tem substituído o hidrogênio como gás de suspensão em dirigíveis e balões devido a sua leveza e não inflamabilidade, embora reduza o empuxo em 8,6%.
Em muitas aplicações, os gases nobres são usados para prover uma atmosfera inerte. O argônio é usado na síntese de compostos sensíveis ao ar devido a presença de oxigênio ou nitrogênio. O argônio sólido também tem sido utilizado para o estudo de compostos muito instáveis, tais como intermediários reativos, pelo aprisionamento destes em uma matriz de isolamento inerte em temperaturas muito baixas. O hélio é usado como gás de arraste na cromatografia gasosa, como gás de preenchimento para termômetros e para medidores de radiação tais como contadores Geiger e câmara de bolhas. Tanto o hélio quanto o argônio são utilizados como gás de proteção no arco de solda para proteção do metal de base da atmosfera durante a soldagem e corte, assim como durante outros processos metalúrgicos e na produção do silício para a indústria de semicondutores.

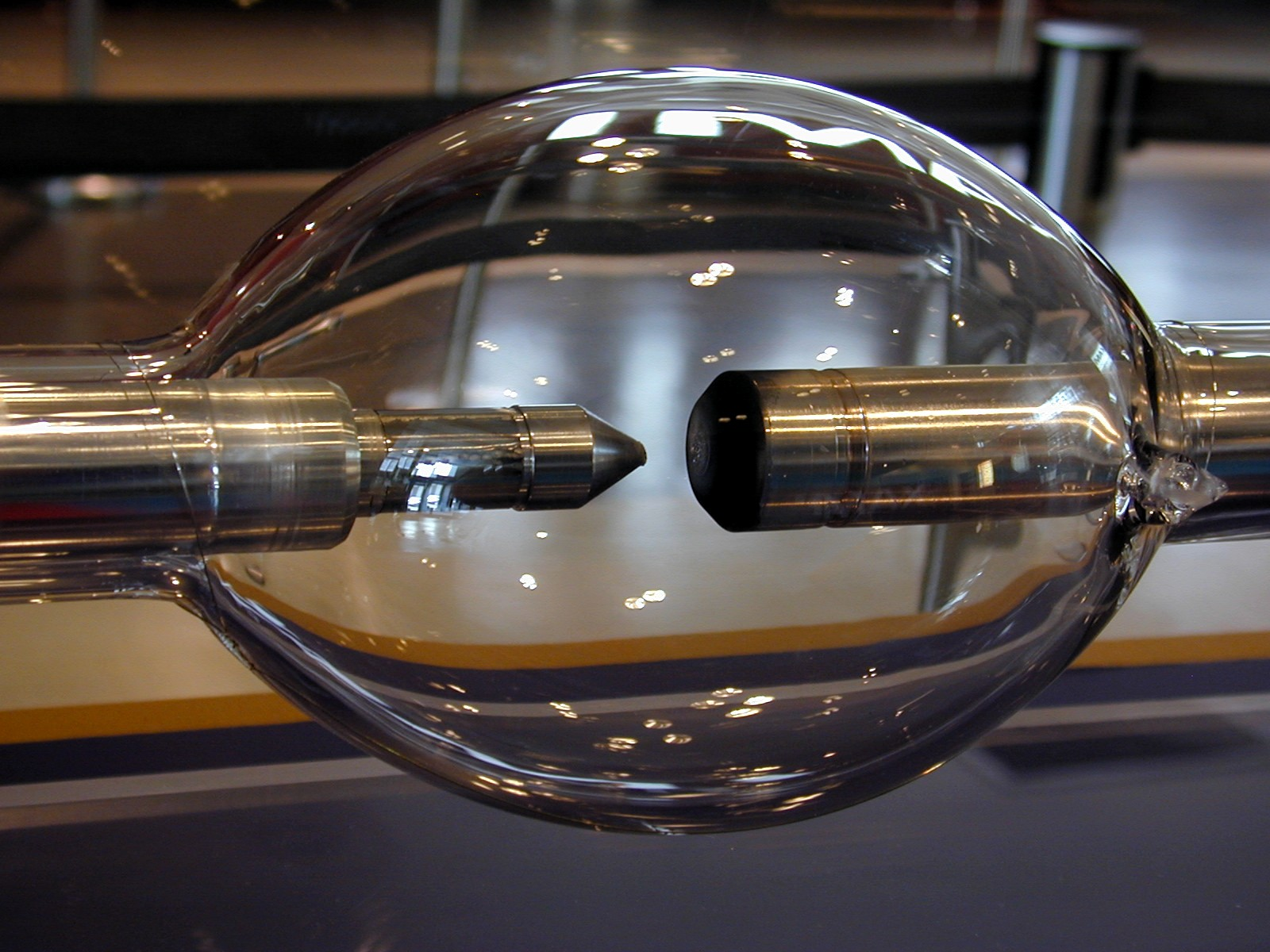
Lâmpada de arco de xenônio de watt utilizada em projetores IMAX

Gases nobres são comumente utilizados em na iluminação devido a sua falta de reatividade química. O argônio, misturado com o nitrogênio, é utilizado como gás de preenchimento da lâmpada incandescente. O Criptônio é utilizado em lâmpadas de alta performance, que tem uma temperatura de cor maior e alta eficiência, porque reduz a taxa de evaporação do filamento mais do que o argônio; lâmpada de halogênios, em particular, utilizam criptônio com uma pequena quantidade de iodo e bromo. Os gases nobres brilham com cores distintas quando utilizados no interior de uma lâmpada de descarga de gás, tais como as "lâmpadas de neon". Estas lâmpadas são chamadas neônio mas às vezes podem conter outros gases e fósforos, que acrescentam várias tonalidades ao laranja-avermelhado do neônio. O xenônio é utilizado na lâmpada de arco de xenônio que, devido ao seu espectro quase contínuo se assemelha a luz do dia, sendo utilizada em projetores de filmes e lâmpadas de automóveis.
Os gases nobres também são usados em lasers excímeros, que são baseados em moléculas eletronicamente excitadas por um curto período conhecidas como excímeros. Os excímeros usados para lasers podem ser dímeros de gás nobres tais como {\displaystyle Ar_{2},~Kr_{2}~ou~Xe_{2}}, ou mais comumente, o gás nobre combinado com um halogênio como excímero tais como {\displaystyle ArF,~KrF,~XeF~ou~XeCl}. Estes lasers produzem luz ultravioleta que devido ao seu comprimento de onda curto (193 nm para o {\displaystyle ArF} e 248 nm para o {\displaystyle KrF}), permite uma imagem de alta precisão. Lasers de excímeros possuem muitas aplicações industriais, médicas e científicas. São utilizados para microlitografias e microfabricação, que são essenciais para a fabricação de circuitos integrados e para cirurgias a laser que incluem a angioplastia e cirurgia ocular.
Alguns gases nobres possuem aplicação direta na medicina. O hélio é algumas vezes utilizado para melhorar a capacidade de respiração de asmáticos e o xenônio como um anestésico devido à sua alta solubilidade em lipídios, que o torna mais potente que o óxido nitroso, e a pronta eliminação pelo organismo que resulta numa recuperação rápida. Também é utilizado em tecnologias para geração de imagens dos pulmões através da tomografia por ressonância magnética hiperpolarizada. O radônio, que é altamente radioativo e disponível em poucas quantidades, é utilizado na radioterapia.

## Coloração
| Tubo de vidro de brilho de luz violeta com um arame enrolado sobre ele   | Tubo de vidro brilhando laranja claro com um fio enrolado sobre ele | Tubo de vidro brilhante luz azul-violeta com um fio enrolado sobre ele | Tubo de vidro brilhante luz branca com um fio enrolado sobre ele   | Tubo de vidro brilhando a luz azul com um fio enrolado sobre ele    |
| Vidro tubo vermelho brilhante                                            | Vidro tubo vermelho brilhante                                       | Vidro tubo vermelho brilhante                                          | Vidro tubo vermelho brilhante                                      | Vidro tubo vermelho brilhante                                       |
| Tubos de descarga de gás iluminado luz vermelha em forma de letras H e e | Tubos de descarga de gás laranja luminosos em forma de letras N e e | Tubos de descarga de gás iluminado de azul em forma de letras A e r    | Tubos de descarga de gás branco iluminado em forma de letras K e r | Tubos de descarga de gás violeta luminosos em forma de letras X e e |
| Espectro de linha do hélio                                               | Espectro de linha do Neônio                                         | Espectro de linha do argônio                                           | Espectro de linha do criptônio                                     | Espectro de linha do xenônio                                        |
| Hélio                                                                    | Neônio                                                              | Argônio                                                                | Criptônio                                                          | Xenônio                                                             |

A cor de emissão de descarga de gás depende de vários fatores, incluindo as seguintes:
- parâmetros de descarga (valor local de densidade de corrente e campo elétrico, temperatura, etc - note a variação de cor ao longo da descarga na linha superior);
- A pureza do gás (mesmo pequena fração de certos gases podem afetar a cor);
- material do envelope tubo de descarga - a supressão nota dos componentes UV e azul nos tubos para a linha inferior, feita de vidro para uso doméstico de espessura.